# 에벤에셀 어스킨

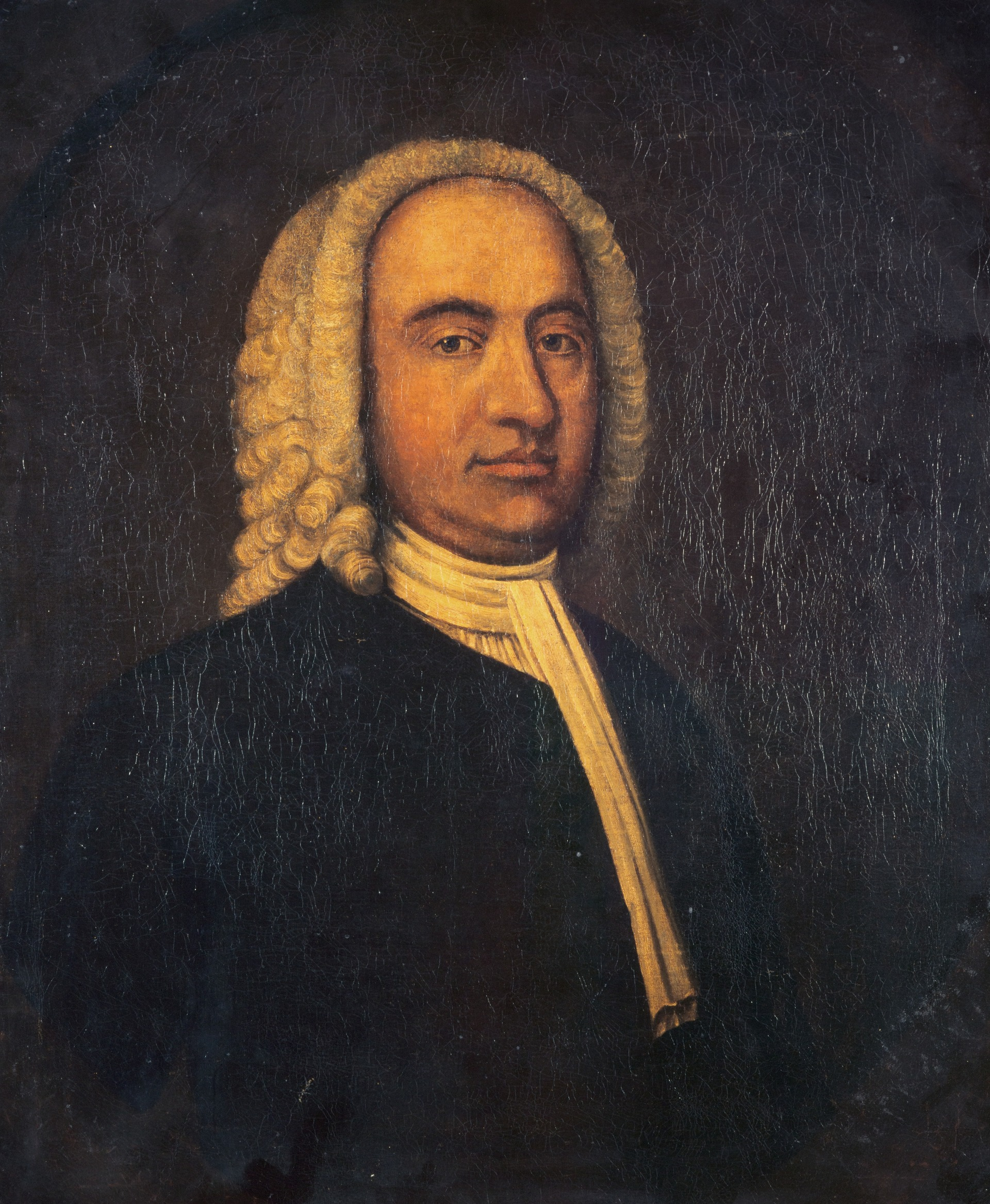
에벤에셀 어스킨의 초상화

에벤에셀 어스킨(Ebenezer Erskine, 1680년 6월 22일 - 1754년 6월 2일)은 스코틀랜드의 목회자로 분리 교회 (스코틀랜드 교회로부터 분리파들이 세운 교회)를 설립하는 데 결정적인 역할을 하였다.

## 같이 보기
- 스코틀랜드 교회